# Bulaq I
Die erste Bulaq-Ausgabe, kurz Bulaq (1835) bzw. Būlāq I (ANE) ist die erste vollständige gedruckte Ausgabe von Tausendundeiner Nacht, in der arabischen Originalsprache Kitâb alf laila wa-laila.

## Einführung
Sie wurde in Bulaq / Bulak (Boulaq), einem Stadtteil von Kairo, von der Bulaq-Druckerei in zwei Bänden im Jahr 1835 (1251 AH) im Buchdruckverfahren hergestellt. Dies war auch die erste Ausgabe, die in einem arabischen Land von einem Nichteuropäer gedruckt wurde. Diese Ausgabe stellt die Standardversion der Gruppe ägyptischer Texte dar, die als "Zotenberg's Egyptian Recension" (ZER) bekannt ist und sich auf eine Gruppe von Manuskripten aus dem späten 17. und frühen 18. Jahrhundert bezieht. Die Bulaq-Ausgabe diente als Grundlage für die meisten späteren Ausgaben und Übersetzungen des 19. und 20. Jahrhunderts. Weitere Ausgaben erschienen in den folgenden Jahren.
Die erste Seite war mit Holzschnitten verziert, und der gesamte Text wurde auf den einzelnen Seiten jeweils doppelrandig eingerahmt. Der Ausgabe ging die kurz Calcutta I genannte arabische Ausgabe von 1814 bis 1818 voraus, die in Kalkutta/Calcutta (Kolkata) in Indien von der Britischen Ostindien-Kompanie mit einem englischen Titelblatt herausgegeben wurde (siehe unter Kalkutta I). Diese Ausgabe enthielt nur die ersten 200 Nächte.
Die Bulaq-Ausgabe wurde von einem gewissen 'Abd al-Rahman al-Sifti al-Sharqawi erstellt, wahrscheinlich auf der Grundlage eines einzigen Manuskripts, das heute verschollen ist. Robert Irwin zufolge erwies es sich als „korrekter als die verstümmelten und halb umgangssprachlichen Darstellungen der in den Zusammenstellungen von Kalkutta I und Breslau verwendeten Manuskripte“ und trug maßgeblich zur Stabilisierung des Tausendundeine-Nacht-Korpus bei. Es war die Hauptquelle für Edward William Lanes bahnbrechende englische Übersetzung (1839–41) und für die letzte der vierbändigen historisch wichtigen arabischen Ausgabe, die 1839–42 in Kalkutta veröffentlicht wurde (und als „Kalkutta II“ bekannt ist, herausgegeben von W. H. Macnaghten in 4 Bänden).
Ulrich Marzolph zufolge verdrängten die Ausgaben Bulaq und Kalkutta II „fast vollständig alle anderen Texte und bildeten die allgemeine Vorstellung von Tausendundeiner Nacht. Mehr als ein halbes Jahrhundert lang wurde weder in Frage gestellt noch bestritten, dass der Text der Bulaq- und Kalkutta II-Ausgaben der wahre und authentische Text war“.
Richard Burton äußerte sich im Vorwort seiner berühmten englischen Übersetzung der Arabian Nights folgendermaßen zur Bulaq-Ausgabe:

“The reader will kindly bear with the following technical details. Steinhaeuser and I began and ended our work with the first Bulak ("Bul.") Edition printed at the port of Cairo in A.H. 1251 = A.D. 1835. But when preparing my MSS. for print I found the text incomplete, many of the stories being given in epitome and not a few ruthlessly mutilated with head or feet wanting. Like most Eastern scribes the Editor could not refrain from "improvements," which only debased the book; and his sole title to excuse is that the second Bulak Edition (4 vols. A.H. 1279 = A.D. 1863), despite its being "revised and corrected by Sheik Mahommed Qotch Al-Adewi," is even worse; and the same may be said of the Cairo Edit. (4 vols. A.H. 1297 = A. D. 1881).”

Die Ausgabe von 1835 weist die hohen Druck-Standards der Bulaq-Druckerei auf, wobei der Haupttext in authentischen und lesbaren Schriftarten im Naskh-Stil verfasst ist und mit attraktiven Überschriften in Nasta'liq durchsetzt ist.
Im jüngeren Antiquariatshandel wurde ein Exemplar der zweibändigen Ausgabe aus dem Jahr 1835 mit 300.000 Euro angeboten.